# Лусардо, Хесус
Хесус Лусардо (исп. Jesús Luzardo, 30 сентября 1997, Лима) — венесуэльский и перуанский бейсболист, питчер клуба Главной лиги бейсбола «Окленд Атлетикс».

## Карьера
Хесус Лусардо родился 30 сентября 1997 года в Лиме в венесуэльской семье. В возрасте одного года он с родителями переехал во Флориду. До тринадцати лет он, кроме бейсбола, играл также в баскетбол и футбол. В 2016 году Хесус окончил старшую школу Марджори Стоунман Дуглас в Паркленде. Весной того же года он перенёс операцию Томми Джона, а летом был выбран в третьем раунде драфта Главной лиги бейсбола клубом «Вашингтон Нэшионалс». В июне он подписал с командой контракт, получив бонус в размере 1,4 млн долларов. Ради профессиональной карьеры Лусардо отказался от спортивной стипендии в университете Майами.
В 2017 году «Нэшионалс» обменяли Лусардо в «Окленд Атлетикс». Сезон 2018 года стал для него первым полным на профессиональном уровне. Хесус начал его в А-лиге в «Стоктон Портс», а затем дважды переводился на уровень выше — в «Мидленд Рокхаундс» и «Нэшвилл Саундс». После окончания чемпионата официальный сайт лиги поставил Лусардо на второе место среди перспективных питчеров, оценив выше только Форреста Уитли из «Хьюстона». В сентябре 2019 года он дебютировал в Главной лиге бейсбола. До конца регулярного чемпионата Хесус принял участие в шести матчах, сделав шестнадцать страйкаутов и два сейва.